# Рёссесуннский мост
Рёссесуннский мост (норв. Røssesundbrua) — автодорожный мост через залив Røssesund, соединяющий острова Хьёме и Брётсё (норв. Brøtsø) в коммуне Хьёме, Вестфолл, Норвегия . Является частью дороги №380 (fylkesvei 380), соединяющей Хьёме и остров Вассер. 

## История
Планы по строительству постоянного моста взамен существовавшей паромной переправы возникли в 1937 году, но из-за войны работы были отложены. К вопросу возведения переправы вернулись после окончания войны. Средства на строительство были получены от сбора платы за проезд по Вренгенскому мосту. Мост был открыт 31 января 1952 года. До сентября 1957 года проезд по мосту был платным. В 1999 году проведен ремонт моста. 

## Конструкция
Мост железобетонный арочный. Центральный пролёт арочный длиной 76 м, боковые пролёты — железобетонные балочные. Высота конструкции над уровнем воды составляет 14 м. Общая длина моста составляет 246,5 м, ширина — 7 м.